# Mappe e segreti
Mappe e segreti (Unexplained and Unexplored) è un programma televisivo statunitense del 2019, condotto da Justin Fornal.
La serie viene negli Stati Uniti su Science Channel dal 10 novembre 2019, mentre in Italia su Discovery Science dal 17 dicembre 2019.

## Episodi
| nº | Titolo originale                 | Titolo italiano                | Prima TV USA     | Prima TV Italia  |
| -- | -------------------------------- | ------------------------------ | ---------------- | ---------------- |
| 1  | Ghost Ship of the Damned         | La nave fantasma               | 10 novembre 2019 | 17 dicembre 2019 |
| 2  | Curse of Superstition Mountains  | La maledizione della montagna  | 17 novembre 2019 | 24 dicembre 2019 |
| 3  | Knights Templar in America       | I templari in America          | 24 novembre 2019 | 7 gennaio 2020   |
| 4  | Killing Meriwether Lewis         | L'omicidio di Meriwether Lewis | 1º dicembre 2019 | 14 gennaio 2020  |
| 5  | Hunt for the Ark of the Covenant | L'Arca dell'Alleanza           | 8 dicembre 2019  | 28 gennaio 2020  |
| 6  | Mystery of the American Maya     | Il mistero dei Maya            | 15 dicembre 2019 | 21 gennaio 2020  |
| 7  | Egypt's Land of the Gods         | La terra degli Dei in Egitto   | 22 dicembre 2019 | 4 febbraio 2020  |
| 8  | Finding the Fountain of Youth    | La fonte della giovinezza      | 29 dicembre 2019 | 11 febbraio 2020 |